# Musica sacra
Col termine musica sacra ci si riferisce ai generi musicali associati ad una tematica sacra o religiosa. Il concetto si oppone dunque a quello di musica profana.
Più propriamente, conviene distinguere la musica sacra dalla musica liturgica, dalla musica spirituale e dalla musica religiosa:
- La musica sacra è una musica considerata come capitale, essenziale a una persona o a una comunità dal punto di vista religioso.
- La musica liturgica è una musica prettamente legata al rituale liturgico e quindi contestualizzata rispetto ad un particolare momento della liturgia o ad una specifica funzione liturgica.
- La musica spirituale è una musica che permette di elevare l'anima a Dio, senza essere però inserita in un contesto di una pratica religiosa.

La musica sacra quindi, sorpassa la musica spirituale per il suo carattere personale o comunitario: una musica può essere considerata sacra per un culto (il magnificat per la Chiesa cattolica per esempio), senza esserlo per un altro. Allo stesso tempo una musica profana può essere considerata spirituale.
- La musica religiosa è spesso consacrata da testi o preghiere religiose e si distingue dalle precedenti per la sua funzionalità.

Una musica può così essere una combinazione di questi tre caratteri.
Nel mondo esistono numerose forme di musica sacra secondo le tradizioni religiose: musica di ispirazione cristiana, musica indiana, musica islamica, musica ebraica, eccetera.
La musica sacra cristiana comprende al suo interno diversi generi e forme e copre tutti i periodi della storia del cristianesimo, sebbene in Occidente abbia conosciuto uno sviluppo a partire dal XV secolo fino a raggiungere forme estremamente ampie e complesse nel XVII e XVIII secolo nell'ambito della cosiddetta musica barocca e sia poi andata scemando.
In ambito cattolico la musica sacra è quella che, composta per la celebrazione del culto divino, è dotata di santità e qualità formale. In particolare si considera musica sacra il canto gregoriano, la polifonia sacra antica e moderna nei suoi diversi generi, la musica sacra per organo e altri strumenti legittimamente ammessi nella Liturgia, e il canto popolare sacro, cioè liturgico e religioso. Secondo ST II-II, q. 91, a. 1-2, Dio va lodato con le labbra e con ogni strumento di accompagnamento che sia conveniente allo scopo di eccitare l'affetto dell'uomo verso Dio.
In ambito musulmano la musica sacra è quella considerata halal, sia per l'ambientazione, sia per i testi, sia per gli strumenti che devono essere solo tamburi e voce (anche cori).

## Nei conservatori
La musica sacra è anche una materia di studio presso alcuni importanti conservatori di musica, comprende un iter scolastico piuttosto complesso ed articolato in cui si affronta lo studio della composizione, dell'organo, del canto gregoriano della direzione corale ed orchestrale e di materie teoriche legate alla musicologia.

## Forme musicali legate alla musica sacra

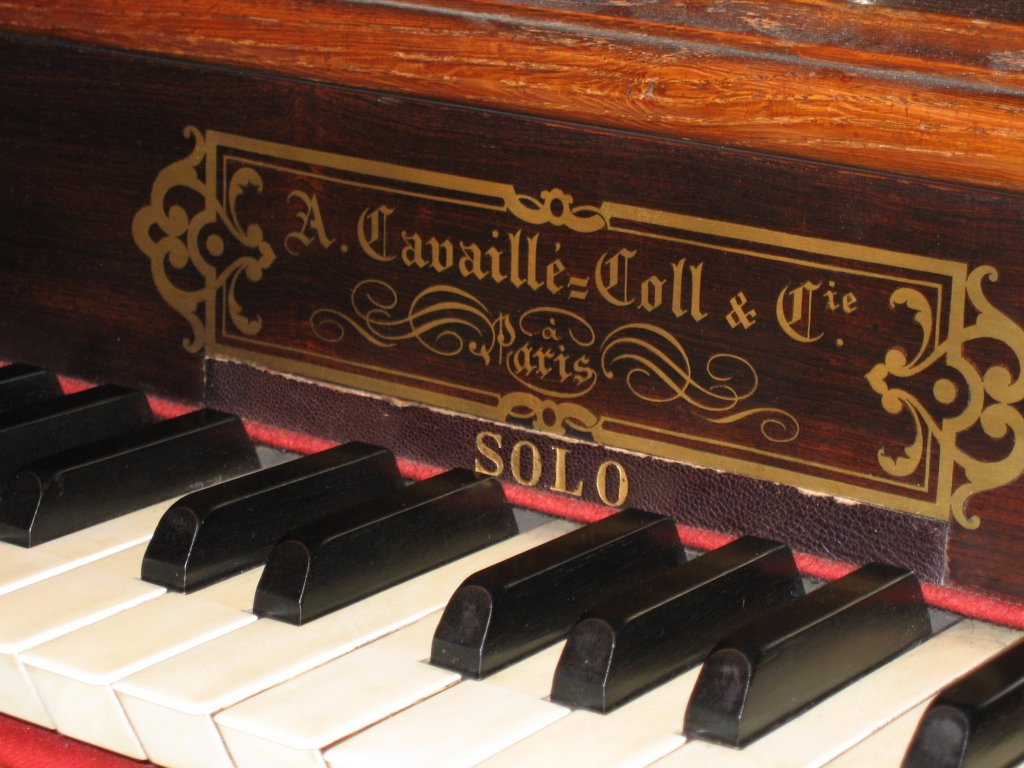
Tastiera d'organo

La storia della musica sacra vede una notevole varietà di forme, spesso in relazione con analoghe composizioni profane.
- Salterio
- Canto gregoriano e canto ambrosiano
- Mottetto
- Mottettone
- Cantata
- Oratorio
- Anthem
- Sonata da chiesa
- Corale
- Canto devozionale
- Lauda
- Passione (o Passio)
- Ultime Sette Parole di Cristo in Croce

Vi sono inoltre composizioni musicali strettamente legate alla liturgia cristiana:
- Messa (a loro volta con ulteriori specificazioni: Requiem, Missa solemnis, Missa brevis)
- Te Deum
- Salmo